# Miguel Amado
Miguel Amado (Rivera, 28 de dezembro de 1984) é o futebolista Uruguaio que atua no Olimpia do Paraguai.

## Carreira Internacional
Miguel Amado fez sua estreia internacional para o Uruguai em 10 de junho de 2009. Ele estava na linha de partida até para uma Copa do Mundo de qualificação partida contra a Venezuela, que terminou em um empate 2-2 para ambos os lados. Ele ganhou 2 tampões para a equipa nacional de futebol do Uruguai.

## Títulos
Defensor Sporting
- Campeonato Uruguaio: 2007-08